# Таис (фильм, 1918)
«Таис» — утерянный немой фильм 1918 года в жанре кинопьесы, режиссером и сценаристом которого выступил Никандр Туркин. Экранизация одноименного романа Анатоля Франса.

## Сюжет
Сюжет основан на романе Анатоля Франса «Таис». 
Египет, IV век н.э. Отшельник Пафнутий стал настоятелем группы египетских монахов, чтобы раскаяться в легкомыслии и распутстве юности. После многих лет уединения и монашеской жизни, следуя видению, он возвращается в места своей юности, чтобы спасти актрису Таис от распутной жизни, ведущей ее прямиком к вечному проклятию. Ему удастся убедить ее присоединиться к религиозной жизни и таким образом найти путь на небеса.
Однако после многих мистических приключений он в конечном итоге проклянет себя, ведь он навсегда останется во власти воспоминаний о грешнице, которой была до их встречи Таис. Даже жизнь, полная молитв и аскезы, не сможет погасить огонь любви, который много лет назад зажегся в сердце Пафнутия от одного лишь вида Таис.

М.Н. Кузнецова-Бенуа в роли Таис

## В ролях
- Мария Кузнецова-Бенуа — Таис
- Михаил Нароков — старец Пафнутий
- Георгий Кручинин — Лоллий
- Федор Дунаев — Никей, философ

## Съёмочная группа
- Автор сценария: Никандр Туркин
- Режиссёр: Никандр Туркин
- Оператор: Станислав Зебель
- Художник: Владимир Егоров

## Факты
- Отзывы отмечают техническое несовершенство постановки, слабую игру актеров[2]
- Фильм снят акционерным обществом «Нептун», созданным Владимиром Антиком. Антик ставил главной задачей общества выпускать только литературно весомые фильмы. В качестве главного руководителя был приглашён Н.В. Туркин, который и стал сценаристом и режиссером фильма «Таис»